# Pagopedilum
Pagopedilum es un género de insectos ortópteros de la subfamilia Porthetinae, familia Pamphagidae. Se distribuye en el sur de África.

## Especies
Las siguientes especies pertenecen al género Pagopedilum:
- Pagopedilum angusticornis (Dirsh, 1958)
- Pagopedilum bradyanum (Saussure, 1887)
- Pagopedilum brevis (Walker, 1870)
- Pagopedilum giliomeei (Johnsen, 1990)
- Pagopedilum martini Bolívar, 1915
- Pagopedilum minor (Dirsh, 1958)
- Pagopedilum sabulosum (Stål, 1875)
- Pagopedilum sordidum (Walker, 1870)
- Pagopedilum subcruciatum Karsch, 1896